# Unterseeboot 311
Le Unterseeboot 311 (ou U-311) est un sous-marin allemand (U-Boot) de type VII.C utilisé par la Kriegsmarine (marine de guerre allemande) pendant la Seconde Guerre mondiale.

## Construction
L'U-311 est un sous-marin océanique de type VII C. Construit dans les chantiers de Flender Werke AG à Lübeck, la quille du U-311 est posée le 21 mars 1942 et il est lancé le 20 janvier 1943. L'U-311 entre en service deux mois plus tard.

## Historique
Mis en service le 23 mars 1943, l'Unterseeboot 311 reçoit sa formation de base à Danzig dans de la 8. Unterseebootsflottille jusqu'au 30 novembre 1943, puis l'U-311 rejoint son unité de combat à Brest dans la 1. Unterseebootsflottille.
Pour sa première patrouille, il quitte le port de Kiel le 25 novembre 1943 sous les ordres de l'Oberleutnant zur See Joachim Zander pour rejoindre, 63 jours plus tard, la base sous-marine de Brest le 26 janvier 1944.
Sa deuxième patrouille part de Brest le 7 mars 1944. 

Au cours de celle-ci, l'Oberleutnant zur See Joachim Zander est promu le 1er avril 1944 au grade de Kapitänleutnant.

Après 47 jours en mer et un navire marchand ennemi de 10 342 tonneaux coulé, l'U-311 est coulé à son tour le 22 avril 1944 dans l'Atlantique Nord au sud-ouest de l'Islande à la position géographique de 52° 09′ N, 19° 07′ O par des charges de profondeur lancées des frégates canadiennes HMCS Matane et HMCS Swansea. 
Les 51 membres d'équipage meurent dans cette attaque.

## Affectations successives
- 8. Unterseebootsflottille à Danzig du 23 mars au 30 novembre 1943 (entrainement)
- 1. Unterseebootsflottille à Brest du 1er décembre 1943 au 22 avril 1944 (service actif)

## Commandement
- Oberleutnant zur See, puis Kapitänleutnant Joachim Zander du 23 mars 1943 au 22 avril 1944

## Patrouilles
|       | Commandant           | Départ           | Départ | Arrivée         | Arrivée | Jours     | Succès   |
| ----- | -------------------- | ---------------- | ------ | --------------- | ------- | --------- | -------- |
|       | Oblt. Joachim Zander | 25 novembre 1943 | Kiel   | 26 janvier 1944 | Brest   | 63 jours  |          |
|       | Oblt. Joachim Zander | 7 mars 1944      | Brest  | 22 avril 1944   | Coulé   | 47 jours  | 10 342   |
| Total | Total                | Total            | Total  | Total           | Total   | 110 jours | 10 342 t |

Note : Oblt. = Oberleutnant zur See 

### Opérations Wolfpack
L'U-311 a opéré avec les Wolfpacks (meute de loups) durant sa carrière opérationnelle.
1. Coronel (7 décembre 1943 - 8 décembre 1943)
2. Coronel 1 (8 décembre 1943 - 14 décembre 1943)
3. Coronel 2 (14 décembre 1943 - 17 décembre 1943)
4. Amrum (18 décembre 1943 - 23 décembre 1943)
5. Rügen 5 (23 décembre 1943 - 2 janvier 1944)
6. Rügen 4 (2 janvier 1944 - 7 janvier 1944)
7. Rügen (7 janvier 1944 - 19 janvier 1944)
8. Preussen (19 mars 1944 - 22 mars 1944)

## Navires coulés
L'Unterseeboot 311 a coulé un navire marchand ennemi de 10 342 tonneaux au cours des deux patrouilles (110 jours en mer) qu'il effectua.
| Date         | Nom    | Nationalité | Tonnage (GRT) | Convoi | Fait  |
| ------------ | ------ | ----------- | ------------- | ------ | ----- |
| 19 mars 1944 | Seakay | USA         | 10 342        | CU-17  | Coulé |

### Source et bibliographie
- (en) Cet article est partiellement ou en totalité issu de l’article de Wikipédia en anglais intitulé « German submarine U-311 » (voir la liste des auteurs).
- Chris Bishop, historien militaire (trad. de l'anglais par Christian Muguet), Les sous-marins de la Kriegsmarine : 1939-1945 : le guide d'identification des sous-marins [« The spellmount submarine identification guide : Kriegsmarine U-boats 1939-1945 »], Paris, Éd. de Lodi, 2008, 192 p. (ISBN 978-2-84690-327-1, OCLC 470721805, BNF 41298980)